# قطعنامه ۸۸۱ شورای امنیت
قطعنامه ۸۸۱ شورای امنیت سازمان ملل متحد که در تاریخ ۰۴ نوامبر ۱۹۹۳ تصویب شد، سندی بین‌المللی دربارهٔ آبخاز، گرجستان است. این قطعنامه طی نشست ۳۳۰۴ام با ۱۵ رای موافق، ۰ مخالف و ۰ ممتنع تصویب شد.